# فيرنر لورينز
فيرنر لورينز (بالألمانية: Werner Lorenz)‏ هو سياسي ألماني، ولد في 2 أكتوبر 1891 في بولندا، وتوفي في 13 مارس 1974 بهامبورغ في ألمانيا. حزبياً، نشط في الحزب النازي. وقد انتخب عضو مجلس الشورى الموحد بروسيا وانتخب عضو مجلس النواب الألماني من ألمانيا النازية.